# Pungent Effulgent
Pungent Effulgent – album studyjny zespołu Ozric Tentacles wydany w 1989 roku. Album nagrany w składzie:
- Ed Wynne – gitara, syntezatory
- Joie Hinton – sampling, syntezatory
- Roly Wynne – gitara basowa
- Merv Pepler – perskuja
- Tig (Nick van Gelder) – perkusja w (4)
- Paul Hankin – instrumenty perkusyjne
- Marcus "Carcus" – instrumenty perkusyjne w 8
- John Egan – flet
- Generator John – perkusja w (9)

## Lista utworów
| Nr | Tytuł                               | Długość |
| -- | ----------------------------------- | ------- |
| 1  | "Dissolution (The Clouds Disperse)" | 6:15    |
| 2  | "O-I"                               | 3:58    |
| 3  | "Phalarn Dawn"                      | 7:34    |
| 4  | "The Domes of G'Bal"                | 4:35    |
| 5  | "Shaping the Pelm"                  | 6:08    |
| 6  | "Ayurvedic"                         | 10:57   |
| 7  | "Kick Muck"                         | 3:53    |
| 8  | "Agog in the Ether"                 | 4:05    |
| 9  | "Wreltch"                           | 8:31    |